# Phaselia phoeniciaria
Phaselia phoeniciaria là một loài bướm đêm trong họ Geometridae.